# Nicolae Bălcescu (gmina w okręgu Călărași)
Nicolae Bălcescu – gmina w Rumunii, w okręgu Călărași. Obejmuje miejscowości Fântâna Doamnei, Nicolae Bălcescu i Paicu. W 2011 roku liczyła 1776 mieszkańców. 